# Crassispira rugitecta
Crassispira rugitecta är en snäckart som först beskrevs av Dall 1918.  Crassispira rugitecta ingår i släktet Crassispira och familjen Turridae. Inga underarter finns listade i Catalogue of Life.